# Jāber
Jāber (persiska: میانراه, ميان راهِ جابِر, Mīān Rāh-e Jāber, Mīānrāh, جابر) är en ort i Iran.   Den ligger i provinsen Ilam, i den västra delen av landet, 500 km sydväst om huvudstaden Teheran. Jāber ligger 796 meter över havet och antalet invånare är 112.
Terrängen runt Jāber är kuperad åt nordost, men åt sydväst är den bergig.Runt Jāber är det ganska glesbefolkat, med 43 invånare per kvadratkilometer. Närmaste större samhälle är Badreh, 14,5 km sydost om Jāber. Omgivningarna runt Jāber är i huvudsak ett öppet busklandskap.